# Discografia de Dominó (banda)
A discografia de Dominó, uma boy band brasileira, consiste em dez álbuns de estúdio, três coletâneas e quarenta singles. Também lançaram um álbum em espanhol. O grupo conquistou vários discos de ouro e platina e ao longo da carreira vendeu em torno de 6 milhões de cópias no Brasil, com toda a sua discografia. Inspirado no grupo porto-riquenho Menudo, o Dominó apareceu em 1984 com o sucesso "Companheiro". Nessa época, o Menudo estava estourado no Brasil, e o apresentador do programa Viva a Noite, Gugu Liberato, através de sua agência Promoart, resolveu formar uma versão brasileira do grupo. Diversos garotos com idades entre 14 e 15 anos realizaram testes nos quais precisavam saber cantar e dançar. Os selecionados foram Afonso Nigro, Lenilson dos Santos (Nill), Marcos Roberto Quintela e Marcelo Henrique Rodrigues.
Em 1985, o grupo lançou seu álbum de estreia pela CBS, que incluía, além das famosas "Companheiro" (que foi a primeira música a estourar nas rádios, e teve videoclipe lançado no programa Fantástico.) e "Ela Não Gosta de Mim", a música "Ainda Sou Você", single desse álbum. No ano de 1986, o Dominó lançou um disco em espanhol intitulado Dominó en Español. Esse LP tinha uma regravação da música "Lindo Balão Azul", de Guilherme Arantes. Por aqui, o segundo álbum vinha seguido pelos sucessos "Guerreiros", "Amor e Música" e "Jura de Amor". Em 1987, o Dominó lança o terceiro álbum , que é o ápice da "dominó mania" que assolava o país. Esse disco contou com sucessos como ""P" da Vida", que vendeu muito em seu lançamento, seguido de "Manequim" e "Medusa". Em 1988, o quarto álbum trouxe os sucessos "Com Todos Menos Comigo", "Bruta Ansiedade" e "As Palavras". Em 1990 (já com Afonso Nigro, Marcos Quintela e Marcelo Rodrigues), foi lançado o quinto álbum que vinha acompanhado pelas faixas "Maria", "Felicidade Já" e "Leilão".
O grupo Dominó ainda lançou mais um álbum autointitulado em 1992 com Marcos Quintela, Marcelo Rodrigues, e dois novos integrantes, Rodrigo Faro e Ítalo Coutinho. Até essa época, o grupo já tinha em seu catálogo fonográfico sete discos com alguns deles atingindo mais de 1,5 milhão de cópias no Brasil. Os singles "Sem Compromisso" e "O Que Eu Te Ponho" foram bem divulgados nas emissoras de televisão e obteve sucesso moderado.
Em 1995, com os integrantes Valmir Araujo, Rodrigo Phavanello, Héber Albêncio e Ricardo Bueno, foi lançado o álbum "Provocante", que incluía o single "Oh! Carol". No início de 1996, apresentaram a música "Põe Põe". No ano de 1997, com os membros Rodrigo Phavanello, Héber Albêncio, Rodrigo Lázaro de Paula (Rodriguinho) e Cristiano Garcia, o grupo voltou a fazer sucesso graças à canção "Baila Baila Comigo". O grupo se apresentou em países como Turquia, Tunísia e Líbano. Essa mesma formação também lançou o álbum Give Me Love. O último álbum do grupo é o intitulado Vamos Ver, de 2003.

## Álbuns

### Álbuns de estúdio
| Título                    | Detalhes                                                                           | Melhores posições | Certificações | Vendas        |
| Título                    | Detalhes                                                                           | BRA               | Certificações | Vendas        |
| ------------------------- | ---------------------------------------------------------------------------------- | ----------------- | ------------- | ------------- |
| Dominó                    | - Lançamento: 1985 - Gravadora: CBS - Formatos: LP, K7                             | 3                 | - : Platina   | - : 400,000   |
| Dominó                    | - Lançamento: 1986 - Gravadora: CBS - Formatos: LP, K7                             | —                 | - : Platina   | - : 1,000,000 |
| Dominó                    | - Lançamento: 1987 - Gravadora: CBS - Formatos: LP, K7                             | 2                 | - : Platina   | - : 1,000,000 |
| Dominó                    | - Lançamento: 1988 - Gravadora: CBS - Formatos: LP, K7                             | —                 | - : Platina   | - : 1,000,000 |
| Dominó                    | - Lançamento: 1990 - Gravadora: CBS - Formatos: LP, K7                             | —                 | - : ———       |               |
| Dominó                    | - Lançamento: 1992 - Gravadora: CBS - Formatos: LP, K7, CD                         | —                 |               |               |
| Provocante                | - Lançamento: 1995 - Gravadora: Halloween Discos / PolyGram - Formatos: LP, CD, K7 | —                 |               |               |
| Ritmos Latinos / Comvido! | - Lançamento: 1997 - Gravadora: Paradoxx Music - Formatos: CD                      | —                 | - : Ouro      | - : 100,000   |
| Give Me Love / Dominó     | - Lançamento: 1999 - Gravadora: Paradoxx Music / RDS - Formatos: CD                | —                 |               |               |
| Vem Ver                   | - Lançamento: 2003 - Gravadora: Via Brasil Music - Formatos: CD                    | —                 |               |               |

### Coletâneas
| Título           | Detalhes                                                  | Certificações | Vendas      |
| ---------------- | --------------------------------------------------------- | ------------- | ----------- |
| Hits             | - Lançamento: 1989 - Gravadora: CBS - Formatos: LP, K7    | - : Platina   | - : 250,000 |
| 20 SuperSucessos | - Lançamento: 1997 - Gravadora: Polydisc - Formatos: CD   |               |             |
| Brilhantes       | - Lançamento: 1999 - Gravadora: Sony Music - Formatos: CD |               |             |

## Singles
| Single                     | Ano  | Álbum             |
| -------------------------- | ---- | ----------------- |
| "Companheiro"              | 1985 | Dominó            |
| "Ela Não Gosta de Mim"     | 1985 | Dominó            |
| "Ainda Sou Você"           | 1985 | Dominó            |
| "Lindo Balón Azul"         | 1986 | Dominó en Español |
| "Guerreiros"               | 1986 | Dominó            |
| "Jura de Amor"             | 1986 | Dominó            |
| "Amor e Música"            | 1986 | Dominó            |
| "Manequim"                 | 1987 | Dominó            |
| ""P" da Vida"              | 1987 | Dominó            |
| "Medusa"                   | 1987 | Dominó            |
| "Com Todos Menos Comigo",  | 1988 | Dominó            |
| "As Palavras"              | 1988 | Dominó            |
| "Bruta Ansiedade"          | 1988 | Dominó            |
| "Dono de Mim"              | 1988 | Dominó            |
| "Maria"                    | 1990 | Dominó            |
| "Leilão"                   | 1990 | Dominó            |
| "O Que Eu Te Ponho"        | 1992 | Dominó            |
| "Vem Provar"               | 1992 | Dominó            |
| "Oh! Carol"                | 1995 | Provocante        |
| "Baila Baila Comigo"       | 1997 | Comvido!          |
| "Estoy Queriendo Contigo". | 1997 | Comvido!          |

## Participações
- "Chega Mais Um Pouco" (com a Turma do Balão Mágico)[54]
- "Fim de Semana" (com a Turma do Balão Mágico)[54]

## Vídeos musicais
| Ano  | Título                   | Direção          | Refs   |
| ---- | ------------------------ | ---------------- | ------ |
| 1985 | "Companheiro"            | Paulo Netto      | [ 6 ]  |
| 1986 | "Guerreiros"             |                  | [ 55 ] |
| 1986 | "Jura de Amor"           | Fred Narhan      | [ 56 ] |
| 1987 | "Manequim"               | Paulo Trevisan   | [ 57 ] |
| 1987 | ""P" da Vida"            | Nilton Travesso  | [ 58 ] |
| 1988 | "Com Todos Menos Comigo" | Miguel Falabella | [ 58 ] |
| 1988 | Bruta Ansiedade          | Elias Abrão      | [ 59 ] |
| 1990 | "Maria"                  |                  | [ 60 ] |
| 1997 | "Baila Baila Comigo"     |                  | [ 61 ] |
| 1999 | "Diz que Sim"            |                  | [ 62 ] |